# A944 road
Die A944 road ist eine A-Straße in der schottischen Council Areas Aberdeenshire und Aberdeen.

## Verlauf
Die Straße zweigt an einem Kreisverkehr im Zentrum Aberdeens von der A96 ab. Sie führt in westlicher Richtung und kreuzt dabei zunächst den Innenstadtring (A978) und dann die A90 (Edinburgh–Fraserburgh), die in einem weiten Bogen durch die Außenbezirke geführt wird. Die A944 verlässt die Council Area Aberdeen und erreicht mit Westhill die erste Stadt in Aberdeenshire. Vorbei am Loch of Skene verläuft sie in westnordwestlicher Richtung durch das dünnbesiedelte Hinterland Aberdeenshires und erreicht nach 41 km mit Alford die nächste größere Ortschaft.
Jenseits von Alford quert die Straße den Don und wird einige Kilometer entlang dessen Nordufer geführt. Rund zwölf Kilometer jenseits von Alford mündet die A944 in die A97 (Banff–Dinnet) ein und wird auf einer Strecke von 15 km zusammen mit dieser geführt. Auf diesem Teilstück durchquert sie die Ortschaft Kildrummy, passiert Kildrummy Castle und quert die Flüsse Water of Buchat, Don sowie das Deskry Water. Auf den letzten Kilometern folgt die A944 dem Lauf des Don und quert diesen ein weiteres Mal. Sie endet nach insgesamt 81,8 km mit ihrer Einmündung in die A939 (Ballater–Nairn) nahe dem Weiler Corgarff.